# Sean McGinley
Sean McGinley (Gaoth Dobhair, 1956) è un attore irlandese.
Ha iniziato la sua carriera negli anni novanta ed è principalmente noto per il film Michael Collins con Liam Neeson.
È sposato con Marie Mullen ed ha due figlie: Roisin e Mairead.

## Filmografia parziale

### Cinema
- La casa del destino (Fools of Fortune), regia di Pat O'Connor (1990)
- Il campo (The Field), regia di Jim Sheridan (1990)
- Amiche (Circle of Friends), regia di Pat O'Connor (1995)
- Braveheart - Cuore impavido (Braveheart), regia di Mel Gibson (1995)
- Michael Collins, regia di Neil Jordan (1996)
- Trojan Eddie, regia di Gillies MacKinnon (1996)
- La scomparsa di Finbar (The Disappearance of Finbar), regia di Sue Clayton (1996)
- The Butcher Boy, regia di Neil Jordan (1997)
- The Informant, regia di Jim McBride (1997)
- The General, regia di John Boorman (1998)
- Simon Magus, regia di Ben Hopkins (1999)
- Con la testa tra le stelle (The closer you get), regia di Aileen Ritchie (2000)
- Le bianche tracce della vita (The Claim), regia di Michael Winterbottom (2000)
- Gangs of New York, regia di Martin Scorsese (2002)
- Man About Dog, regia di Paddy Breathnach (2004)
- Il vento che accarezza l'erba (The Wind That Shakes the Barley), regia di Ken Loach (2006)
- The Tiger's Tail, regia di John Boorman (2006)
- Sixty Six, regia di Paul Weiland (2006)
- 48 angeli (48 Angels), regia di Marion Comer (2007)
- Closing the Ring, regia di Richard Attenborough (2007)
- Shrooms - Trip senza ritorno (Shrooms), regia di Paddy Breathnach (2007)

### Televisione
- L'ispettore Barnaby (Midsomer Murders) – serie TV, episodio 4x04 (2001)
- L'ispettore Gently (Inspector George Gently) – serie TV, episodio 1x00 (2007)
- Shetland – serie TV, 5 episodi (2018)
- Butterfly – miniserie TV, 3 puntate (2018)

## Doppiatori italiani
Nelle versioni in italiano delle opere in cui ha recitato, Sean McGinley è stato doppiato da:
- Sandro Iovino in Michael Collins, Sixty Six
- Angelo Maggi ne Il campo
- Ennio Coltorti in Braveheart - Cuore impavido
- Antonio Paiola in The Butcher Boy
- Franco Mannella in The General
- Massimo Lodolo in Con la testa tra le stelle
- Stefano De Sando in Closing the Ring
- Stefano Oppedisano in Butterfly